# Xoria orthogramma
Xoria orthogramma är en fjärilsart som beskrevs av Bethune-Baker 1909. Xoria orthogramma ingår i släktet Xoria och familjen nattflyn. Inga underarter finns listade i Catalogue of Life.